# Der Himmel lacht! Die Erde jubilieret, BWV 31
Der Himmel lacht! Die Erde jubilieret, BWV 31 (El cel riu, la terra exulta), és una cantata religiosa de Johann Sebastian Bach per al diumenge de Pasqua, estrenada a Weimar el 21 d'abril de 1715.

## Origen i context
El llibret és de Salomo Franck, secretari major i poeta oficial de Weimar, la seva ciutat natal; autor de diversos conjunts de textos on, d'una manera molt poètica, es tracten els temes litúrgics. El diumenge de Pasqua o de Resurrecció, primer dia de Pasqua segons la terminologia luterana, que allargava la seva celebració fins a tres dies, és una de les festivitats més importants de les religions cristianes. Les obres que hi són destinades expressen, en general, un fort sentit de joia i alegria mitjançant un conjunt instrumental ric, amb trompetes i timbals, que en aquesta obra són molt evidents en els tres primers números. A continuació apareix la tendència mística de Franck, explicant que el creient ha de morir espiritualment amb Crist i expressant el desig de la mort física, com a mitjà per aconseguir la unió definitiva amb Jesús. Aquesta cantata fou reutilitzada per Bach a Leipzig els anys 1724, 1731 i 1735, introduint-hi algunes modificacions instrumentals i en el cor. Per a aquesta festivitat només es conserva una altra cantata la BWV 4 i l'anomenat Oratori de Pasqua (BWV 249).

## Anàlisi
Obra escrita per a soprano, tenor, baix i cor (a 5 veus); tres trompetes, timbals, tres oboès, taille o oboè tenor, fagot, corda (amb dues violes i violoncel) i baix continu. Consta de nou números.
1. Sonata
2. Cor: Der Himmel lacht! Die Erde jubilieret (El Cel riu, la Terra exulta)
3. Recitatiu (baix): Erwünschter Tag! sei, Seele, wieder froh! (Desitjat dia! Ànima, sigues feliç!)
4. Ària (baix): Fürst des Lebens, starker Streiter (Príncep de la vida, guerrer poderós)
5. Recitatiu (tenor): So stehe dann, du gottergebne Seele (Ressuscita doncs, ànima devota de Déu)
6. Ària (tenor): Adam muss in uns verwesen (Adam ha de morir en nosaltres)
7. Recitatiu (soprano): Weil dann das Haupt sein Glied (Tal com el Cap als seus Membres)
8. Ària (soprano) i coral: Letzte Stunde, brich herein (Atansa't ja, darrera hora)
9. Coral: So fahr ich hin zu Jesu Christ (Així m'atanso a Jesucrist)

L'obra comença amb una sonata amb l'orquestra al complet que toca una fanfara de caràcter marcial, seguida d'un tema de tipus concertant; la peça, breu, es basa en l'enfrontament d'aquests dos elements. El cor següent, amb cinc veus pel desdoblament del soprano, està estructurat com un motet, les seccions del text generen altres tantes seccions musicals, que es juxtaposen. Tres parelles recitatiu-ària separen l'inici de la cantata del coral final; en els recitatius Bach només empra el continu. El primer recitatiu, de baix, destaca per la seva flexibilitat que s'expressa en els diferents canvis del tempo: adagio, allegro, andante; els altres dos recitatius, el número 5 de tenor i el número 7 de soprano, són d'estil secco. La primera ària, número 4, de baix, amb només el continu desenvolupa un motiu ostinato de gran energia d'acord amb el text, que es refereix a Jesús com a: Príncep de la vida, guerrer poderós. La segona ària per a tenor, corda i continu, adopta una estructura bipartida. La tercera ària, número 8, és la part culminant de l'obra, un oboè concertant i el solo de soprano fan contrapunt a les cordes que toquen la melodia del coral Wenn mein Stündlein vorhanden ist (Quan arribi la meva última hora), aquest vers, que té una clara relació amb tot el text, simbolitza la congregació que es reuneix al voltant del soprano, alhora que prepara per al coral final, basat en l'última estrofa del mateix himne, obra de Nikolaus Hermann (1562). Té una durada d'uns vint-i-cinc minuts.

## Discografia seleccionada
- J.S. Bach: Das Kantatenwerk. Sacred Cantatas Vol. 2. Nikolaus Harnoncourt, Wiener Sängerknaben & Chorus Viennensis, Hans Gillesberger (director del cor), Concentus Musicus Wien, Kurt Equiluz, Siegmund Nimsgern. (Teldec), 1994.
- J.S. Bach: The complete live recordings from the Bach Cantata Pilgrimage. CD 13: Georgenkirche, Eisenach; 23 i 24 d'abril de 2000. John Eliot Gardiner, Monteverdi Choir, English Baroque Soloists, Gillian Keith, James Gilchrist, Stephen Varcoe. ( Soli Deo Gloria), 2013.
- J.S. Bach: Complete Cantatas Vol. 1 . Ton Koopman, Amsterdam Baroque Orchestra & Choir, Barbara Schlick, Guy de Mey, Klaus Martens. (Challenge Classics), 2009.
- J.S. Bach: Cantatas Vol. 6. Masaaki Suzuki, Bach Collegium Japan, Monika Frimmer, Gerd Türk, Peter Kooij. (BIS), 1998.
- J. S. Bach: Church Cantatas Vol. 10. Helmuth Rilling, Gächinger Kantorei, Bach-Collegium Stuttgart. (Hänssler), 1999.
- J.S. Bach: Cantata BWV 31 & Magnificat BWV 243. Marcel Couraud, Stuttgarter Bach-Chor, Badische Staatskapelle, Friederik Sailer, Fritz Wunderlich, August Messthaler. (Philips), 1956.